# Melanchra exusta
Melanchra exusta är en fjärilsart som beskrevs av Achille Guenée 1852. Melanchra exusta ingår i släktet Melanchra och familjen nattflyn. Inga underarter finns listade i Catalogue of Life.